# Desvres
Desvres (flämisch: Deveren oder Deverne) ist eine französische Gemeinde mit 4827 Einwohnern (Stand: 1. Januar 2022) im Département Pas-de-Calais in der Region Hauts-de-France. Sie gehört zum Arrondissement Boulogne-sur-Mer und zum Kanton Desvres. Die Einwohner werden Desvrois genannt.

## Geographie
Die Gemeinde Desvres liegt im Regionalen Naturpark Caps et Marais d’Opale am Nordwestrand des Artois, 16 Kilometer südöstlich von Boulogne-sur-Mer. Umgeben wird Desvres von den Nachbargemeinden Bournonville im Nordosten, Menneville im Osten, Courset im Südosten und Süden, Longfossé im Süden und Südwesten, Wirwignes im Westen und Crémarest im Nordwesten. Durch die Gemeinde führen die früheren Nationalstraßen R 341 und R 343.

## Geschichte
Während der Luftschlacht um England im Zweiten Weltkrieg befand sich 2,5 km ostsüdöstlich des Ortes ein Feldflugplatz. Er wurde zwischen Anfang Mitte Juni 1940 und Anfang August 1940 von der II. Gruppe des Jagdgeschwaders 51 und direkt anschließend bis Mitte Februar 1941 von der III. Gruppe des Jagdgeschwaders 3 genutzt. Beide flogen in dieser Zeit die Bf 109E.

## Bevölkerungsentwicklung
| Jahr                       | 1962 | 1968 | 1975 | 1982 | 1990 | 1999 | 2006 | 2014 | 2022 |
| Einwohner                  | 5518 | 5789 | 5828 | 5573 | 5318 | 5205 | 5056 | 5046 | 4827 |
| Quellen: Cassini und INSEE |      |      |      |      |      |      |      |      |      |

## Sehenswürdigkeiten  und Kultur
- Maison de la faïence (heute: Keramikmuseum)
- Kirche Saint-Sauveur

Die Riesenfiguren (Géants) Catherine und Benoît prägen den Karneval in Desvres.

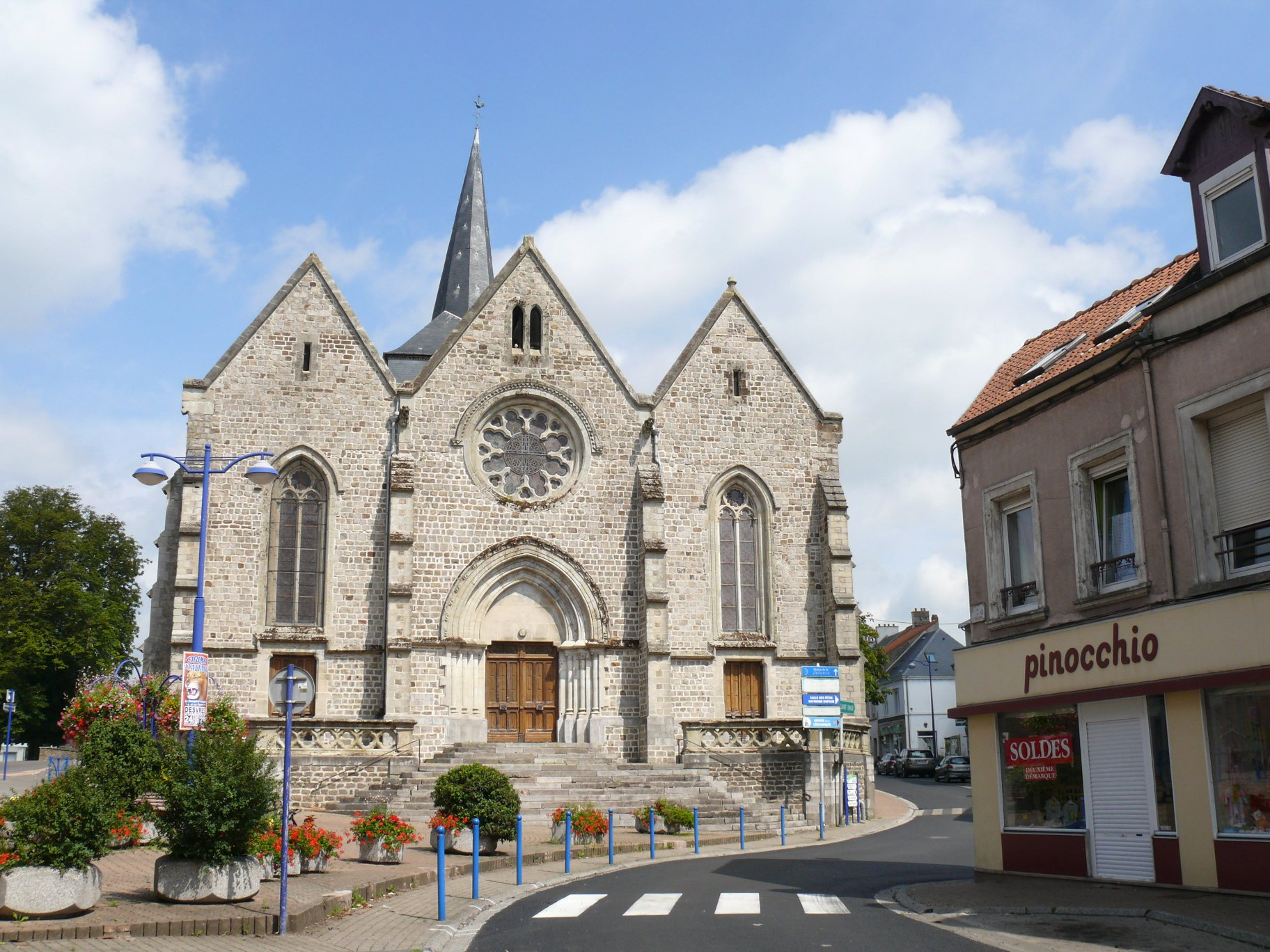
Kirche Saint-Sauveur
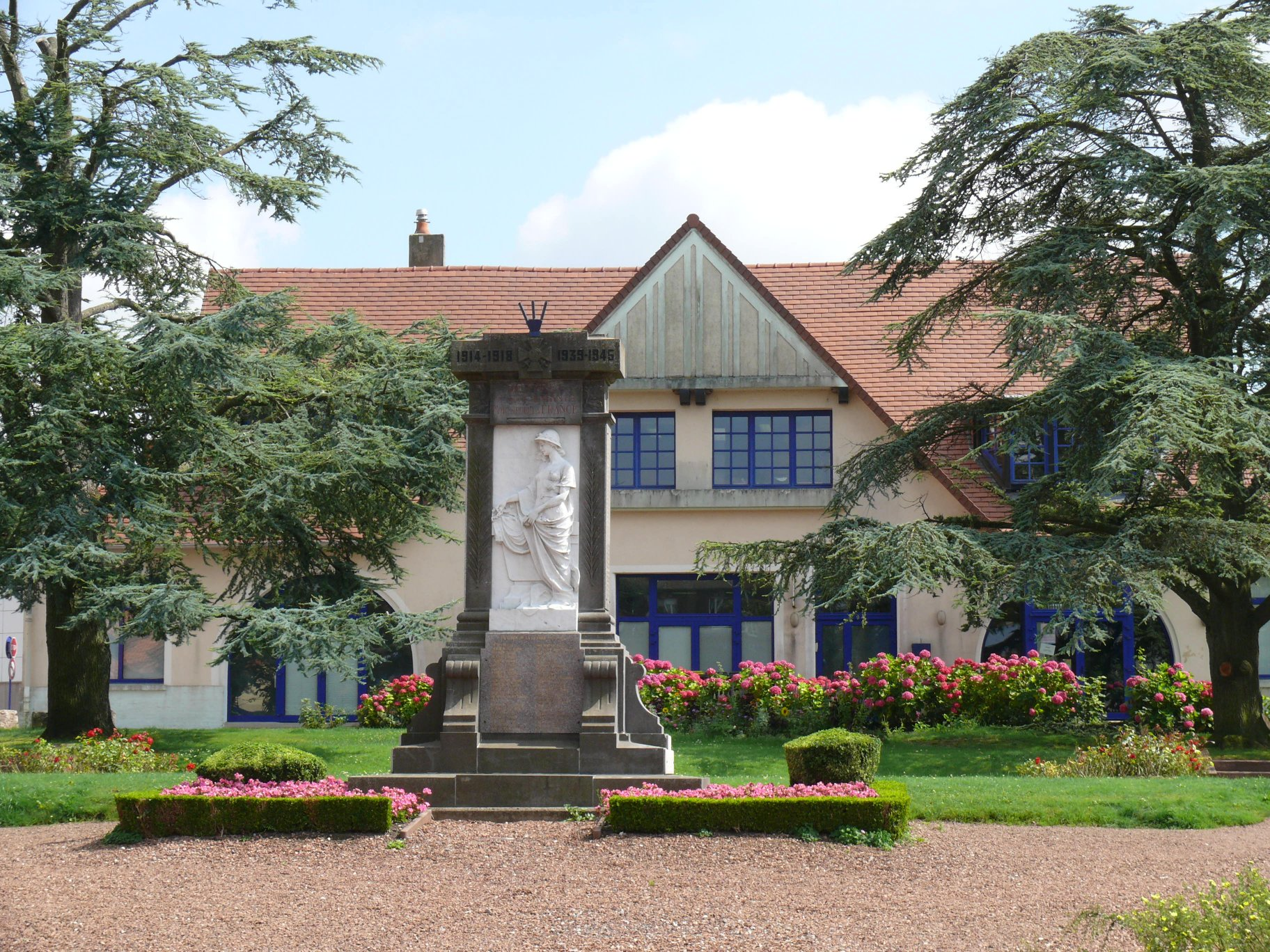
Mairie Desvres
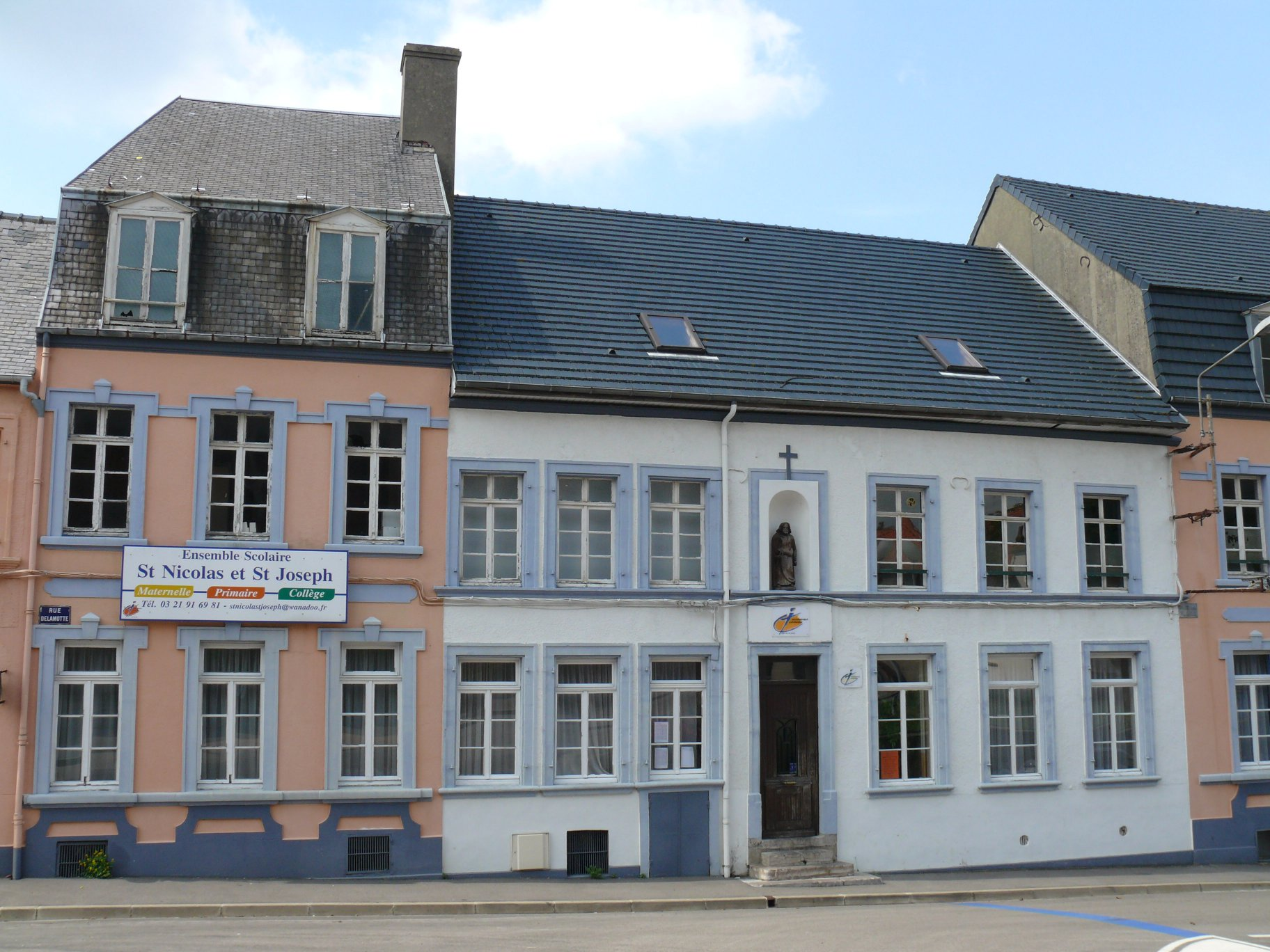
Schule Saint-Nicolas und Saint-Joseph
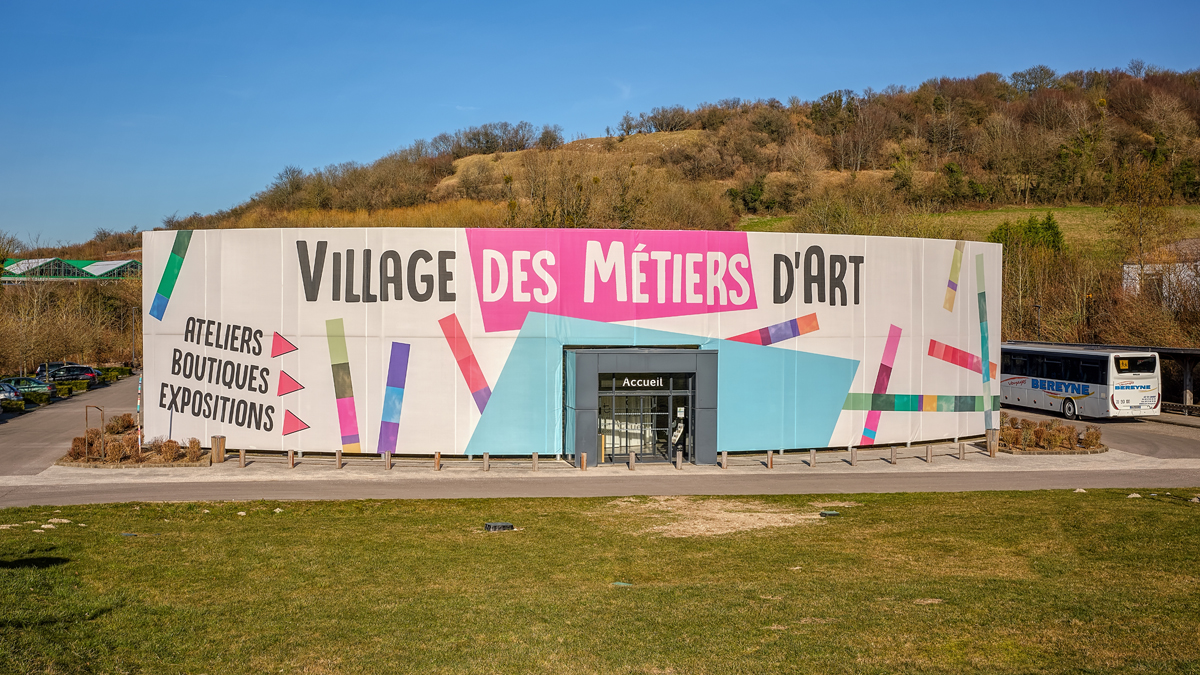
Kulturhaus

## Wirtschaft
Desvres ist durch die Fayence- und Porzellanproduktion bekannt.

## Persönlichkeiten
- Jean Molinet (1435–1507), auch Moulinet, Chronist und Dichter
- Henri Cornet (1884–1941), Radrennfahrer